# 全球禱告日
全球禱告日是一個在世界各地舉辦的基督教活動，以敬拜及禱告，動員各宗派教會，期望使所屬國家及城市得到轉化。

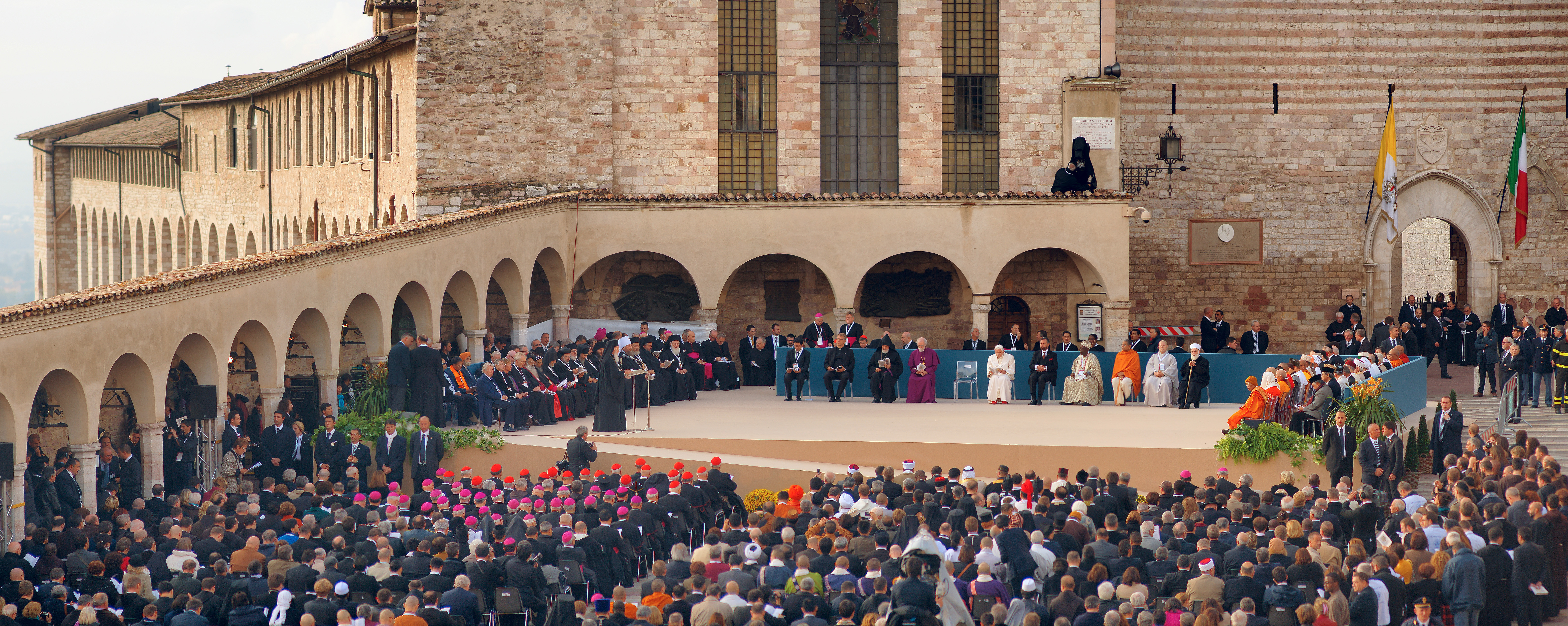

## 歷史
全球禱告日運動源自2000年起於非洲部分城市舉辦的轉化非洲合一祈禱聚會，由商人包華發起。2001年，在南非開普敦舉行的「轉化非洲禱告日」有45,000人參加。2002年，參加人數增加至350,000人。此活動逐漸推廣至整個非洲，2004年，參加人數達2,200萬，分別於非洲56個國家超過2,000處地點聚會。
其後，世界各國開始舉辦類似的活動，2005年5月15日，首個全球禱告日舉行，全球共有2億人參與。

## 香港
香港的全球禱告日由福音機構全城更新舉辦，總幹事馬王培琪於2003年起在香港組織各宗派教會機構參與，2005年首次舉辦。馬王培琪並擔任全球禱告日主席，她是當時財經事務及庫務局局長馬時亨的妻子。
2006年全球禱告日於2006年6月4日舉行，參與人數共3萬多人。
2007年全球禱告日於2007年5月27日聖靈降臨節，下午3時至6時於香港大球場舉行。聚會共分為3個環節「為世界禱告」、「為十八區禱告」及「交棒儀式」。共有約3萬人參加。
2010年最後一屆。

## 台灣
2007年，凱達格蘭大道上曾舉辦全球禱告日的活動，有數萬名基督徒參加。

## 外部連結
- 香港全球禱告日2007（页面存档备份，存于）

## 資料來源
- 全球祈禱日將於本月底舉行 估計各地將有二億信徒響應 基督教週報